# Adán de San Víctor
Adán de San Víctor, en francés: Adam de Saint-Victor; en latín: Adamus Sancti Victoris, (París, finales del siglo XII – París, 1146) fue un prolífico poeta y compositor de himnos y secuencias en latín. También fue chantre de Notre-Dame de París. Se considera el mejor y el más grande poeta litúrgico en latín de la Edad Media, siendo descrito como "...el más ilustre exponente del resurgimiento de la poesía litúrgica que ofrece el siglo XII".
Durante mucho tiempo se le ha confundido con otro victorino, Adam le Breton (+1192), que murió a finales de siglo. 

## Vida
Adán de San Víctor nació en la última parte del siglo XII probablemente en París y murió en la Abadía de San Víctor, en la Montaña Santa Genoveva, ubicada en ese entonces en los suburbios de París, fuera de las murallas hasta que la ciudad creció y la abarcó, en algún momento entre 1172 y 1192. 
La primera referencia a él es a partir de 1098, en los archivos de la Catedral de Notre Dame, donde fue primero subdiácono y más tarde precentor, primer cantor. Salió de la catedral de la Abadía de San Víctor en torno a 1133, probablemente a causa de sus intentos de imponer la Regla de San Agustín en la catedral.
Probablemente estuvo en contacto con una serie de importantes teólogos, poetas y músicos de su época, incluidos Pedro Abelardo y Hugo de San Víctor, y pudo haber enseñado a Albertus Parisiensis.

## Obra
Como poeta y compositor, la mayor contribución de Adán consistió en impulsar la extraordinaria expansión del repertorio de secuencias en París a lo largo del siglo XII. Ahora que se sabe que floreció antes de lo que se pensaba, se le puede atribuir el perfeccionamiento del estilo de poesía rítmica imaginativa que se convirtió en el sello de la secuencia tardía. En el siglo XII se compusieron en París más de cien piezas de este tipo en los dos principales centros de composición de secuencias, la Abadía de San Víctor y la Escuela de Notre Dame. Dado que Adán desempeñó un papel en ambas instituciones, no es difícil ver cómo evolucionó un repertorio básico de textos que estaba presente en ambos lugares, aunque las generaciones posteriores pasaron a componer estas piezas de forma algo diferente, cada institución con sus lenguajes melódicos y prácticas compositivas preferidas. El estudio detallado de los textos y de la música muestra que los victorinos fueron los primeros en contribuir al repertorio. No sólo los textos fueron escritos en defensa de su posición teológica, sino que los victorinos fueron, probablemente bajo la dirección inicial de Adán, el grupo que llevó el arte del contrafactum a su más alto nivel de sofisticación en la Edad Media.
Colaboró en la expansión del repertorio poético y musical de la Escuela de Notre Dame, con su fuerte ritmo y las imágenes llenas de poesía. Ante todo era músico, por ello Adán elaboraba sus poemas para cantar y llevó el género de la secuencia al más alto grado de perfección formal. Sus poemas latinos son rítmicos conforme al número de sílabas, construidos en estrofas regulares y rimadas. Están escritos en un lenguaje claro, enérgico, armonioso y en un estilo elegante, basados en datos extraídos de las Escrituras. Los textos de todas estas obras revelan un uso imaginativo y sofisticado de la imaginería bíblica, y una exégesis relacionada con los ideales establecidos por el contemporáneo de Adam, Hugo de San Víctor. Las melodías, organizadas en frases modulares y estrechamente construidas que interactúan con la poesía trocaica fuertemente acentuada, funcionan dentro de los primeros planes de composición a gran escala para el uso desarrollado de frases contra una cuadrícula rítmica que se encuentra en la música occidental.
Podemos distinguir las secuencias teológicas llamadas De tempore y las secuencias hagiográficas denominadas De sanctis. Cada una dedicada a alabar a la virgen, a los santos o bien a los misterios de la fe. Estos poemas que aúnan mística y reflexión teológica, visiones simbólicas y alegóricas, están influenciados por el misticismo de Hugo de San Víctor.
Si las más famosas de sus obras son In resurrection Domini y De Maria Virgine, su Mundi Renovatio sobresale por su temática sobre el despertar de la naturaleza en primavera que recuerda a las canciones de los trovadores.
Los poemas breves estaban recogidos en el gradual de San Víctor, antes de aparecer en todos los misales debido al Concilio de Letrán IV en 1215, lo que favoreció las copias e imitaciones. Sin embargo, la procedencia, como se podría pensar no es París sino de San Marcial de Limoges, la abadía que mantenía contacto con los trovadores. Aunque un centenar de poemas han sido copiados bajo su nombre, sólo cincuenta se le pueden atribuir con certeza. De estos, catorce cantan a la virgen María. Los poemas sobre la Eucaristía escritos por Tomás de Aquino le deben mucho.
Treinta y siete de sus himnos se publicaron en el Elucidatorium Ecclesiasticum de Jodocus Clichtovaeus, un teólogo católico del siglo XVI.
El resto de sus setenta himnos se conservaron en la Abadía de Saint Victor, hasta su disolución durante la Revolución francesa. Posteriormente fueron trasladados a la Biblioteca Nacional de Francia, donde fueron descubiertos por León Gautier, que editó la primera edición completa de ellas (París, 1858). Sin embargo, la mayoría de las atribuciones a Adán son especulativas.
Aunque las atribuciones son, en su mayor parte, especulativas, las siguientes piezas son probablemente de Adam:
- Laudes Crucis attollamus, la más antigua y discutida de este grupo.
- Mundi renovatio, O Maria, stella maris, atribuida por Ricardo de San Víctor al "poeta más destacado".
- Zyma vetus expurgator, atribuida a finales del siglo XII.

### Manuscritos
- París, Biblioteca Nacional de Francia: varios manuscritos que contienen unas cuarenta secuencias de 1239.
  - BnF Ms. Latin 14452, digitalizado.
  - BnF Ms. Latin 14506
  - BnF Ms. Latin 14819, digitalizado.
- París, BnF Bibliothèque de l'Arsenal Ms. 197 digitalizado.
- Elucidatorium ecclesiasticum (contiene 37 secuencias).

## Discografía
- 1989 – Music in Medieval Europe. Studio der frühen Musik, Thomas Binkley. (Focus).  
(Contiene la secuencia Laudes Crucis attollamus).
- 1996 – The Age of Cathedrals. Musique du Magnus Liber Organi. Theatre of Voices, Paul Hillier. (Harmonia Mundi).  
(Contiene In natale y Templum cordis).